# Chantiers de l'Atlantique
Chantiers de l'Atlantique — верф у Сен-Назері, Франція. Одна з найбільших у світі верфей, яка будує широкий спектр комерційних, військово-морських і пасажирських суден. Розташована поблизу Нанта, в гирлі річки Луари та глибоких водах Атлантики, що полегшує плавання великих кораблів на верф та з неї.
Верф належала Alstom з 1976 року, потім стала Alstom-Atlantique, а пізніше була частиною Aker Yards, коли Aker Group придбала бізнес Alstom Marine у 2006 році. У 2008 році південнокорейська компанія STX Corporation придбала Aker Yards, і верф стала частиною STX Europe (утвореної шляхом перейменування Aker Yards.
Після банкрутства корпорації STX верф була придбана французьким урядом і повернула свою початкову назву Chantiers de l'Atlantique.

## Історія

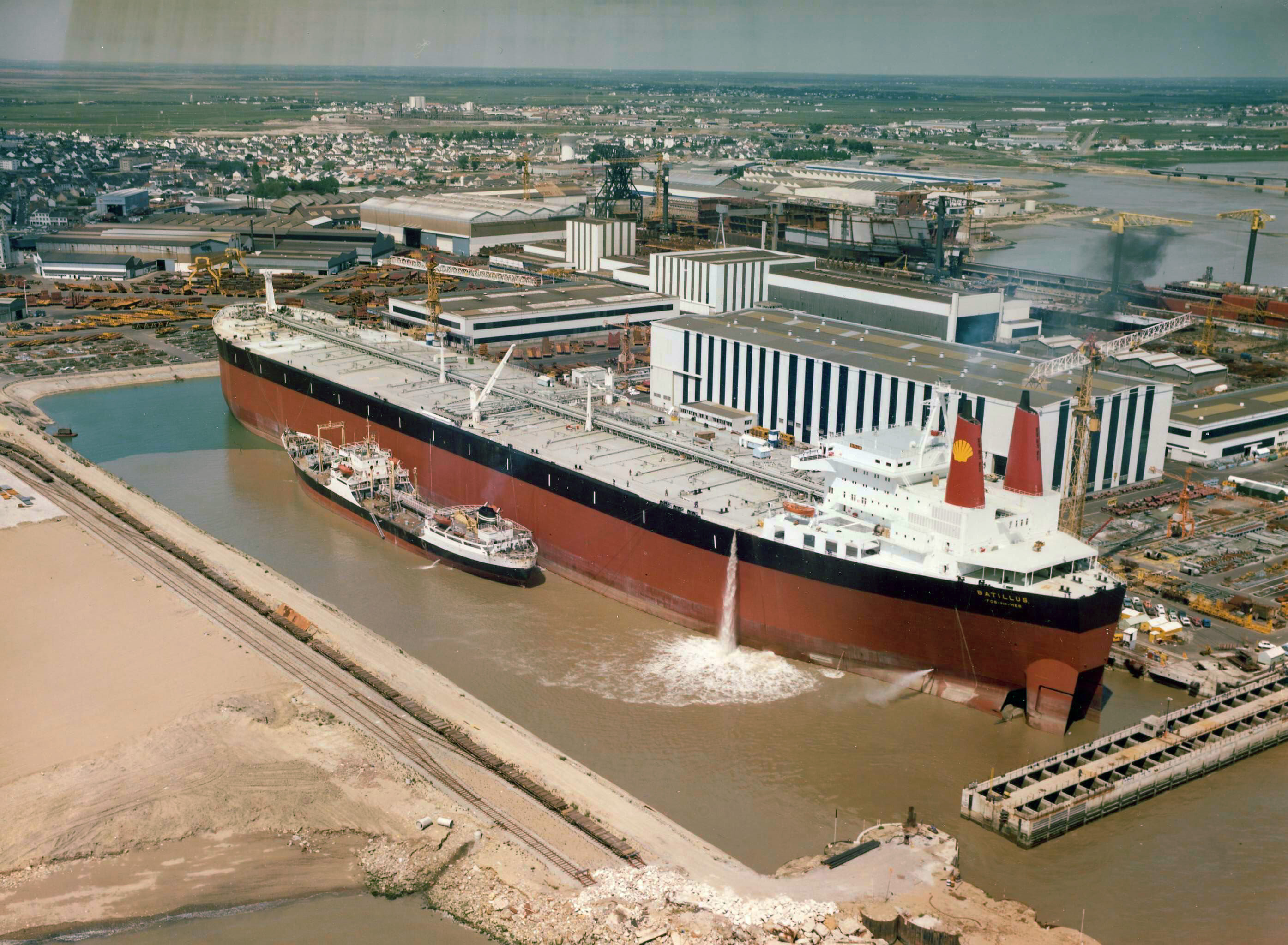
Нафтовий танкер «Batillus» наприкінці процесу будівництва в Сен-Назері, заправляється в Порт-Вендре

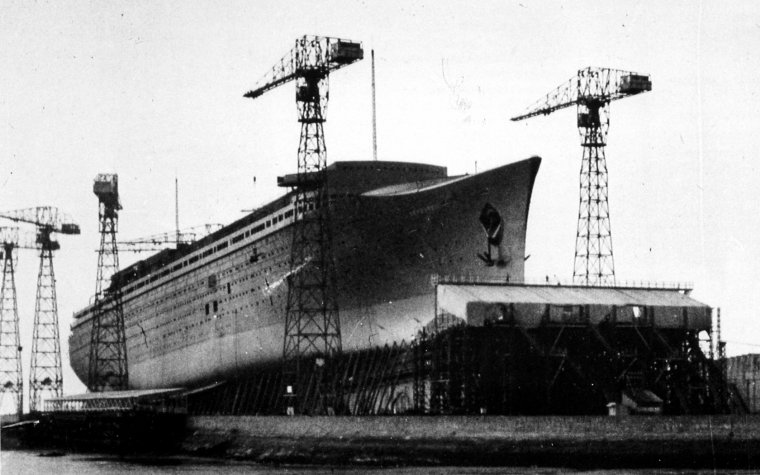
Normandie у процесі будівництва

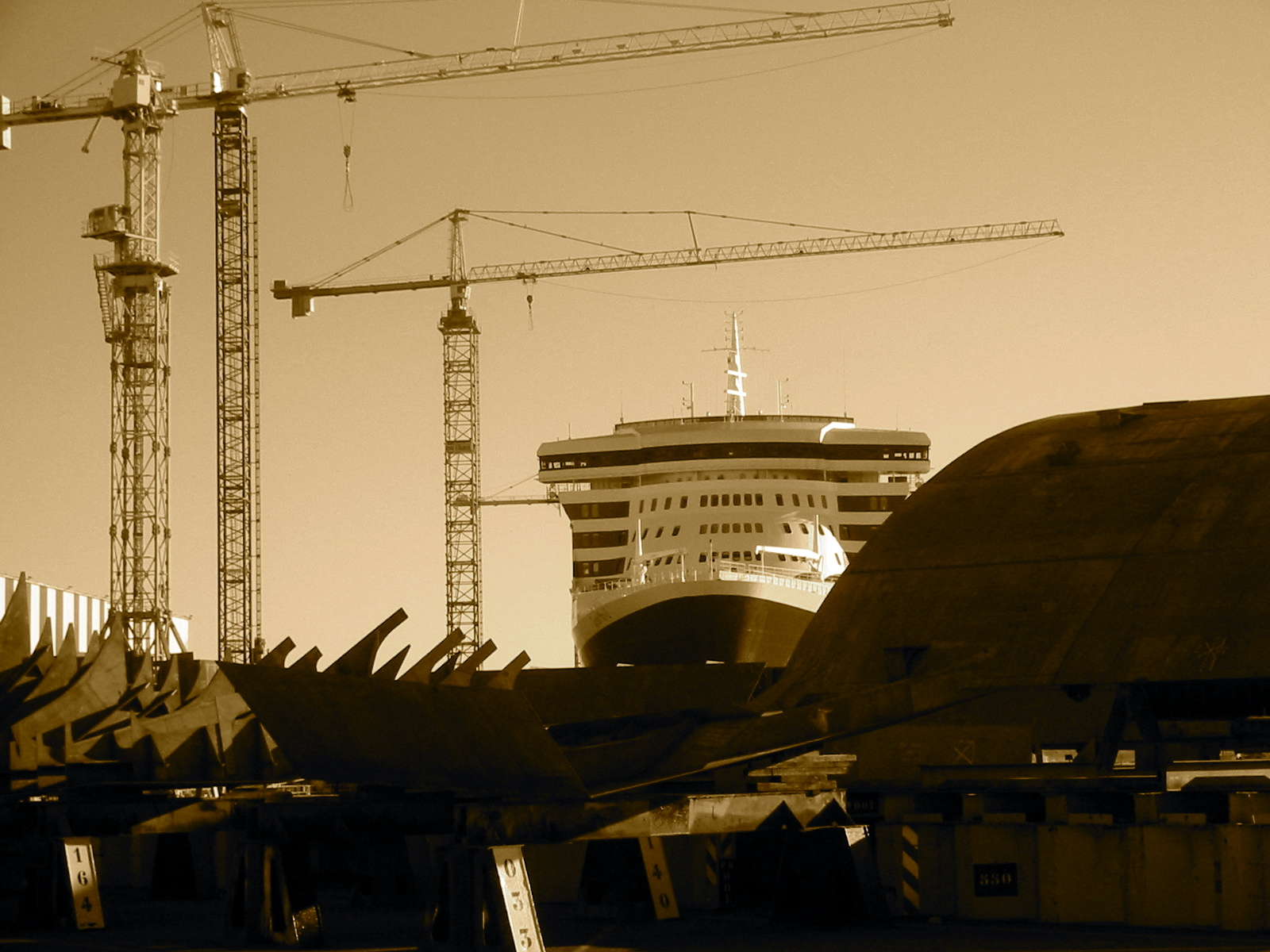
Будується гігантський океанський лайнер

Сучасна верф Chantiers de l'Atlantique виникла на основі Ateliers et Chantiers de Saint-Nazaire Penhoët, Сен-Назер, Франція, відомого будівництвом трансатлантичних лайнерів: France, Île de France і Normandie.
Верф була перейменована на свою нинішню назву в 1955 році в результаті злиття Ateliers et Chantiers de la Loire і Ateliers et Chantiers de Penhoët. У 1961 році вона побудувала трансатлантичний океанський лайнер France, найдовше пасажирське судно у світі лише загалом, але не по ватерлінії. Після будівництва останнього лайнера Compagnie Générale Transatlantique і закриття Суецького каналу верф почала будувати великі танкери, зокрема Batillus, Bellamya, Pierre Guillaumat і Prairial. Для цієї мети був побудований новий сухий док, який дозволив будувати танкери вантажопідйомністю понад один мільйон тонн, але він залишався в основному невикористаним, за винятком будівництва в 1975—1976 роках сестринських кораблів Gastor і Nestor, а потім знову простоював до будівництва лайнера Cunard Queen Mary 2.